# Lynceus rotundirostris
Lynceus rotundirostris är en kräftdjursart som först beskrevs av Daday 1902.  Lynceus rotundirostris ingår i släktet Lynceus och familjen Lynceidae. Inga underarter finns listade i Catalogue of Life.